# هانس آدولف کربس
سر هانس آدولف کربس (به انگلیسی: Sir Hans Adolf Krebs) (۲۵ اوت ۱۹۰۰ – ۲۲ نوامبر ۱۹۸۱) زیست‌شناس، پزشک و بیوشیمی‌دان انگلیسی زادهٔ آلمان بود. او دانشمندی پیشگام در بررسی و مطالعه تنفس یاخته‌ای بود. او بیشتر برای کشف دو چرخهٔ شیمیایی مهم یعنی چرخه اسید سیتریک و چرخه اوره که در یاخته‌های بدن انسان و بسیاری از جانداران دیگر اتفاق می‌افتند، شناخته می‌شود. نخستین مورد، که بیشتر با نام «چرخه کربس» شناخته می‌شود، زنجیرهٔ بنیادی واکنش‌های متابولیکی است که انرژی را در یاخته‌های انسان و دیگر اندامگان هوازی فراهم می‌کند. کشف این چرخه در سال ۱۹۵۳ جایزه نوبل فیزیولوژی یا پزشکی را برای کربس به ارمغان آورد. همچنین او همراه با هانس کورنبرگ، چرخه گلی‌اگزالات را کشف کرد، که تغییری جزئی از چرخه اسید سیتریک موجود در گیاهان، باکتری‌ها، آغازیان و قارچ‌ها است. کربس در سال ۱۹۸۱ در آکسفورد درگذشت، جایی که او ۱۳ سال از زندگی حرفه‌ای خود را از سال ۱۹۵۴ تا زمان بازنشستگی در ۱۹۶۷ در دانشگاه آکسفورد گذرانده بود.

## زندگی

### جوانی و تحصیلات
کربس در هیلدس‌هایم آلمان، از پدری به نام جورج کربس که جراح گوش و حلق و بینی بود و مادری به نام آلما کربس (دیویدسون) زاده شد. او یهودی-سیلسی‌تبار بود و خواهری بزرگ‌تر به نام الیزابت و برادری کوچک‌تر به نام ولفگانگ داشت.
کربس در گومنازیوم مشهور و قدیمی زادگاهش تحصیل کرد. او شش ماه پیش از پایان تحصیلات متوسطه در اواخر جنگ جهانی اول در سپتامبر ۱۹۱۸، به خدمت سربازی در ارتش امپراتوری آلمان فراخوانده شد. با این حال وی مجاز به شرکت در امتحان اضطراری دیپلم شد و چنان نمره بالایی در آن کسب کرد که امتحان‌گیرنده‌ها را «بی جهت ملایم و دلسوز» دانست. دو ماه بعد و با پایان جنگ، خدمت سربازی او پایان یافت.
کربس تصمیم گرفت حرفه پدرش را دنبال کند. او به همین منظور در دسامبر ۱۹۱۸ برای تحصیل در رشته پزشکی وارد دانشگاه گوتینگن شد و در سال ۱۹۱۹ به دانشگاه فرایبورگ منتقل شد. در سال ۱۹۲۳ او نخستین مقاله علمی خود را در مورد یک روش رنگ‌آمیزی بافتی منتشر کرد. او کار روی این مقاله را از سال ۱۹۲۰ آغاز کرد و آن را با راهنمایی ویلهلم فون مولندورف انجام داد. کربس دوره پزشکی خود را در دسامبر ۱۹۲۳ به پایان رساند. وی برای به دست آوردن مدرک دکترای پزشکی و مجوز پزشکی، یک سال را در سومین درمانگاه پزشکی در دانشگاه هومبولت برلین گذراند. در آن زمان او هدف حرفه‌ای خود را نه تبدیل شدن به یک پزشک بالینی، بله تبدیل شدن به یک پژوهشگر پزشکی، به ویژه در بیوشیمی، تعیین کرده بود. او در سال ۱۹۲۴ برای یادگیری شیمی و بیوشیمی در گروه شیمی مؤسسه آسیب‌شناسی بیمارستان شاریته در برلین تحصیل کرد. کربس مدرک دکترای پزشکی خود را در سال ۱۹۲۵ از دانشگاه هامبورگ دریافت کرد.

### حرفه‌ای
در سال ۱۹۲۶ کربس به عنوان دستیار تحقیق در مؤسسه زیست‌شناسی انجمن قیصر ویلهلم در دالم به اتو واربورگ پیوست. سالانه به‌طور میانگین ۴۸۰۰ مارک به وی پرداخت می‌شد. در سال ۱۹۳۰ واربورگ او را پس از چهار سال کار و انتشار ۱۶ مقاله، ترغیب به ادامه کار کرد و او به عنوان دستیار گروه پزشکی بیمارستان شهرداری در التونا (اکنون بخشی از هامبورگ) مشغول به کار شد. وی در سال بعد به کلینیک پزشکی دانشگاه فرایبورگ نقل مکان کرد. او در فرایبورگ مسئول ۴۰ بیمار بود و آزاد بود که تحقیقات خود را انجام دهد. او پیش از پایان یک سال کار در فرایبورگ، همراه با یک دانشجوی پژوهشی به نام کورت هنسلیت، مقاله‌ای را در مورد اکتشاف چرخه اورنتین سنتز اوره، که مسیر متابولیکی برای تشکیل اوره است، منتشر کرد. این چرخه امروزه با نام چرخه اوره و گاه چرخه کربس-هنسلیت شناخته می‌شود. آن‌ها یک محلول آبی پیچیده (محلول بافر) یا پرفیوژن برون‌جانداری را، که اکنون بافر کربس-هنسلیت نامیده می‌شود، برای مطالعه جریان خون در رگ‌ها ایجاد کردند. او در سال ۱۹۳۲ واکنش‌های شیمیایی بنیادی چرخه اوره را منتشر کرد، که که باعث تثبیت شهرت علمی خود شد.
زندگی کربس به عنوان یک دانشمند محترم آلمانی به دلیل یهودی‌تبار بودن در سال ۱۹۳۳ ناگهان متوقف شد. با روی کار آمدن حزب نازی آدولف هیتلر، آلمان قانون احیای خدمات مدنی حرفه‌ای را تصویب کرد که طبق آن برکناری همه غیرآلمانی‌ها و ضد نازی‌ها از مشاغل حرفه‌ای انجام شد. کربس به‌طور رسمی در آوریل ۱۹۳۳ از شغل خود اخراج شد و خدمات وی در ۱ ژوئیه ۱۹۳۳ پایان یافت. یکی از تحسین‌کنندگان او به نام فردریک گولاند هاپکینز از دانشگاه کمبریج، بلافاصله به کمک او شتافت و دانشگاهش را ترغیب کرد که کربس را برای کار با او در بخش بیوشیمی استخدام کند. کربس در ژوئیه ۱۹۳۳ با حمایت مالی بنیاد راکفلر در کمبریج اقامت گزید. اگرچه آلمان وی را فقط ملزم به بردن وسایل شخصی خود کرده بود، اما خوشبختانه مأموران دولت به او اجازه دادند تجهیزات و نمونه‌های تحقیقاتی خود را به انگلستان ببرد. ثابت شده‌است که آن‌ها برای اکتشافات بعدی وی، به ویژه مانومتر ساخته شده توسط واربورگ برای اندازه‌گیری میزان مصرف اکسیژن در برش‌های نازک بافت، اثرگذار بودند و این اساس پژوهش‌های او بود. وی در سال ۱۹۳۴ به عنوان اثبات‌کنندهٔ بیوشیمی منصوب شد و در سال ۱۹۳۵ دانشگاه شفیلد با وعدهٔ آزمایشگاهی بزرگ‌تر و حقوقی دو برابر، به وی پیشنهاد آموزش در رشته داروسازی را داد. وی ۱۹ سال در آنجا کار کرد. دانشگاه شفیلد در سال ۱۹۳۸ گروه بیوشیمی خود (گروه زیست‌شناسی مولکولی و بیوتکنولوژی امروزی) را بازگشایی کرد و کربس نخستین رئیس و سرانجام در سال ۱۹۴۵ استاد تمام آن گروه شد. کربس اداره بنیاد پژوهشی سوربی را در سال ۱۹۴۳ به عهده گرفت. در سال ۱۹۴۴، شورای تحقیقات پزشکی انگلستان (MRC)، واحد تحقیقات متابولیسم سلولی در شفیلد تأسیس کرد و کربس به عنوان مدیر آن منصوب شد. با این کار آزمایشگاه وی چنان بزرگ شد که اهالی منطقه به شوخی آن را «امپراتوری کربس» نامیدند. وی با واحد خود در شورای تحقیقات پزشکی در سال ۱۹۵۴ به عنوان استاد بیوشیمی ویتلی به دانشگاه آکسفورد نقل مکان کرد و تا زمان بازنشستگی در سال ۱۹۶۷ در این سمت ماندگار شد. هیئت تحریریه بیوشیمی ژورنال آرزوهای خوب خویش را برای بازنشستگی وی ابراز کردند و وی در عوض قول داد که به تولید مقالات علمی ادامه دهد. او پژوهشی خود را ادامه داد و واحد شورای تحقیقات پزشکی خود را به بخش پزشکی بالینی نافیلد در بیمارستان رادکلیف آکسفورد انتقال داد. او در آنجا بیش از ۱۰۰ مقاله پژوهشی منتشر کرد.

### زندگی شخصی و درگذشت

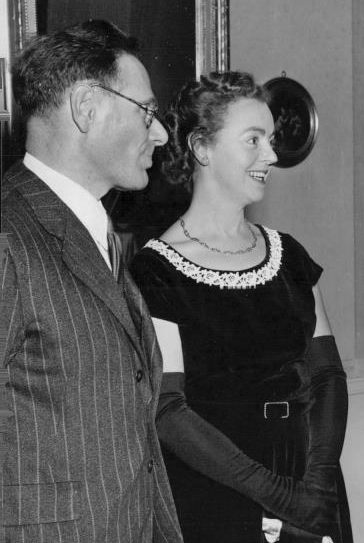
کربس و همسرش در استکهلم، سال ۱۹۵۳

کربس هنگامی که در سال ۱۹۳۵ به شفیلد نقل مکان کرد با مارگارت سیسیلی فیلدهاوس (۳۰ اکتبر ۱۹۱۳ – می ۱۹۹۳) آشنا شد. آن‌ها در ۲۲ مارس ۱۹۳۸ با یکدیگر ازدواج کردند. کربس زندگی خود در شفیلد را «۱۹ سال شاد» توصیف کرد. آن‌ها دو پسر به نام‌های پل (زادهٔ ۱۹۳۹) و جان (زادهٔ ۱۹۴۵) و یک دختر به نام هلن (زادهٔ ۱۹۴۲) داشتند. جان (سر جان کربس و سپس بارون جان کربس) به یک پرنده‌شناس مشهور، استاد دانشگاه آکسفورد، مدیر کالج عیسای آکسفورد و نماینده مجلس اعیان بریتانیا تبدیل شد.
کربس پس از یک بیماری کوتاه، در ۲۲ نوامبر ۱۹۸۱ در آکسفورد درگذشت.

## دستاوردها

### چرخه اوره (چرخه کربس–هنسلیت)
کربس در سال ۱۹۳۲ طرحی مربوط به چرخه اوره را به همراه یک دانشجوی پزشکی به نام کورت هنسلیت در دانشگاه فرایبورگ تهیه کرد. کربس هنگام کار در درمانگاه پزشکی دانشگاه فرایبورگ، کورت هنسلیت را ملاقات کرد و همراه با او دربارهٔ روند شیمیایی تشکیل اوره تحقیق کرد. در سال ۱۹۰۴، دو آلمانی به نام‌های ای. کوسل و اچ.دی. داکین نشان داده بودند که آرژینین می‌تواند توسط آنزیم آرژیناز هیدرولیز شود و در واکنشی غیرآلی اورنیتین و اوره ایجاد کند. کربس و هنسلیت بر اساس این واکنش، فرض کردند که در یاخته‌های زنده نیز چنین واکنشی می‌تواند رخ دهد و اورنیتین و سیترولین می‌توانند واکنش‌های میانی باشند. کربس شروع به کار بر روی روش ممکن برای سنتز آرژینین کرد. او با استفاده از مانومتر واربورگ خود، یک تکه کبد را با اورنیتین و سیترولین خالص مخلوط کرد. وی دریافت که سیترولین به عنوان یک کاتالیزور در واکنش‌های متابولیکی اوره از آمونیاک و دی‌اکسید کربن عمل می‌کند. او و هنسلیت کشف خود را در سال ۱۹۳۲ منتشر کردند؛ بنابراین چرخه اوره (یا «چرخه اورنیتین») ایجاد شد و این اولین چرخه متابولیکی بود که کشف شد.

### چرخه اسید سیتریک (چرخه کربس)
کربس و ویلیام جانسون در دانشگاه شفیلد تنفس سلولی را که طی آن اکسیژن مصرف و انرژی از تجزیه گلوکز تولید می‌شود، بررسی کردند. پیشتر هنگامی که آن‌ها در آلمان با هم کار می‌کردند، کربس به واربورگ پیشنهاد داده بود که با استفاده از فشارسنج می‌توان میزان اکسیژن مصرفی را تشخیص داد و واکنش شیمیایی سوخت و ساز گلوکز را شناسایی کرد. واربورگ این ایده را کاملاً رد کرده بود. کربس در شفیلد مشتاقانه برای شناسایی یک واکنش شیمیایی احتمالی تلاش کرد و مسیرهای فرضی متعددی را آزمایش کرد. او با استفاده از فشارسنج آن فرضیه‌ها را یکی یکی آزمایش کرد. اثبات شد فرضیه‌ای که شامل سوکسینیک اسید، فوماریک اسید و مالیک اسید بود، قابل استفاده است چرا که همه این مولکول‌ها باعث افزایش اکسیژن مصرفی در عضله سینه کبوتر می‌شدند. در سال ۱۹۳۷، دو بیوشیمی‌دان آلمانی به نام فرانتس کوپ و کارل مارتینوس، مجموعه‌ای از واکنش‌ها را با استفاده از سیترات انجام دادند که اگزالواستات را تولید می‌کرد. کربس دریافت که این مولکول‌ها می‌توانند واسطهٔ گمشده چنین واکنشی باشند. کربس و جانسون پس از چهار ماه کار تجربی برای پر کردن شکاف‌ها، موفق به برقراری زنجیره چرخه شیمیایی شدند که آن‌ها آن را «چرخه اسید سیتریک» نامیدند که اکنون به نام «چرخه کربس» یا «چرخه تری‌کربوکسیلیک اسید (TCA)» نیز شناخته می‌شود.
کربس در ۱۰ ژوئن ۱۹۳۷ دست‌نوشته‌ای کوتاه از این کشف را برای نشریه نیچر ارسال کرد. او در ۱۴ ژوئن نامه‌ای را از سردبیر دریافت کرد که می‌گفت این نشریه «نامه به اندازهٔ پر کردن ستون‌های نامه‌نگاری به مدت هفت یا هشت هفته» دارد و او را تشویق می‌کرد که «آن را برای انتشار زودهنگام به نشریه دیگری ارسال کند.» کربس بلافاصله نسخه طولانی‌تری را با عنوان «نقش اسید سیتریک در متابولیسم میانی در بافت‌های جانوری» تهیه کرد و پس از دو هفته آن را برای مجله هلندی انزایمولوجیا ارسال کرد که در عرض دو ماه منتشر شد. به دنبال آن مقالاتی در مجلات مختلف ارائه شد.

### چرخه گلی‌اگزالات
کربس به افزودن جزئیات بیشتری به چرخه اسید سیتریک ادامه داد. کشف استیل-کوآ در سال ۱۹۴۷ توسط فریتس آلبرت لیپمان کمک بزرگ دیگری بود. با این حال، این کشف جدید در واکنش کلاسیک او مشکلی ایجاد می‌کرد. او و هانس کورنبرگ در سال ۱۹۵۷، دریافتند که آنزیم‌های حیاتی دیگری نیز وجود دارند. یکی از آن‌ها مالات سنتاز بود که استات و گلی‌اگزالات را با هم ترکیب می‌کند تا مالات ایجاد کند و دیگری ایزوسیترات لیاز است که با جدا کردن گلی‌اگزالات از ایزوسیترات، آن را برای واکنش آماده می‌کند. این دو واکنش از چرخه طبیعی اسید سیتریک پیروی نمی‌کردند و او از این رو مسیر آن را میان‌بر گلی‌اگزالاتی چرخه اسید سیتریک نامیدند که اکنون به عنوان چرخه گلی‌اگزالات شناخته می‌شود.

## افتخارات و جوایز

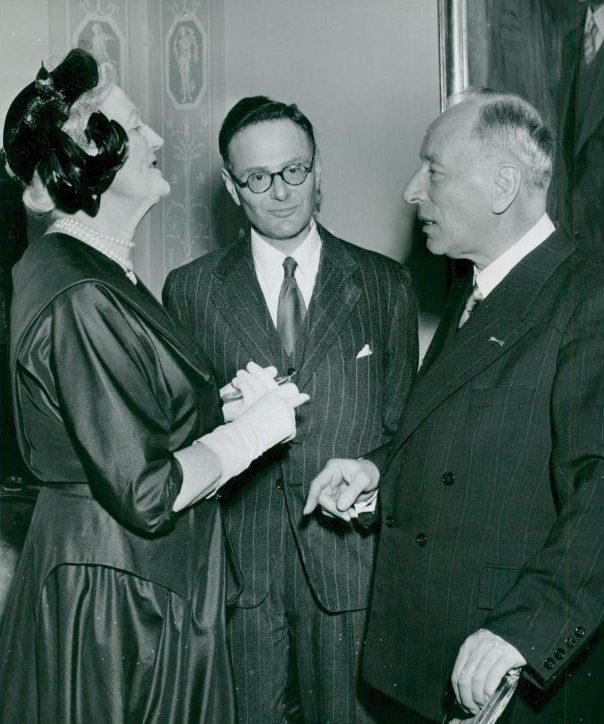
کربس همراه کلمنتین چرچیل و فریتز زرنیکه در استکهلم، سال ۱۹۵۳

کربس در سال ۱۹۳۹ به یک شهروند بریتانیا تبدیل شد. وی از سال ۱۹۵۴ تا ۱۹۶۷ به عنوان عضو کالج ترینیتی انتخاب شد. او در سال ۱۹۴۷ نیز به عضویت انجمن سلطنتی درآمد. کربس در سال ۱۹۵۳ به دلیل «کشف چرخه اسید سیتریک» جایزه نوبل فیزیولوژی یا پزشکی را به‌طور مشترک با فریتس آلبرت لیپمان دریافت کرد. او به همین دلیل در سال ۱۹۵۳ نیز جایزه آلبرت لاسکر برای تحقیقات پزشکی پایه را دریافت کرد. انجمن سلطنتی در سال ۱۹۵۴ مدال پادشاهی و در سال ۱۹۶۱ مدال کاپلی را به او اعطا کرد. او در سال ۱۹۵۸ مدال طلای انجمن فیزیک، علوم پزشکی و جراحی هلند را دریافت کرد. وی در سال ۱۹۵۸ شوالیه شد و در سال ۱۹۷۹ به عنوان عضو افتخاری کالج گیرتون دانشگاه کمبریج انتخاب شد. وی همچنین از سال ۱۹۸۰ عضو اصلی و افتخاری انجمن میکروب‌شناسی عمومی بود. کربس از ۲۱ دانشگاه دکترای افتخاری دریافت کرده‌است.
مدال جایزه نوبل کربس در ژوئیه ۲۰۱۵ به قیمت ۲۲۵٬۰۰۰ پوند (حدود ۳۵۱٬۲۲۵ دلار) حراج شد. درآمد حاصل از این کار برای بنیان‌گذاری بنیاد سر هانس کربس استفاده شد که بودجه دانشجویان دکترا را در رشته زیست‌پزشکی تأمین و از شیمی‌دانانی که مجبور به فرار از کشور خود بودند، حمایت می‌کند.

## میراث
دانشگاه آکسفورد ساختمانی به نام برج هانس کربس داشت که گروه بیوشیمی در آن قرار داشت. ساختمان جدیدی در سال ۲۰۰۸ برای این گروه ساخته شد که در ۲۰ مه ۲۰۱۳ انجمن پناهندگان یهودی پلاکی روی آن قرار داد. این لوح توسط جان و لرد کربس رونمایی شد که روی آن نوشته شده‌است:
پروفسور سر هانس کربس ۱۹۰۰ - ۱۹۸۱ بیوشیمی‌دان و کاشف چرخه کربس و برنده جایزه نوبل ۱۹۵۳ در اینجا کار می‌کرده‌است ۱۹۵۴ - ۱۹۶۷
دانشگاه شفیلد دارای مؤسسه کربس است که در سال ۱۹۸۸ تأسیس شد. این یک مرکز تحقیقاتی است که برنامه‌های میان‌رشته‌ای در تحقیقات بیوشیمی را پوشش می‌دهد.
در سال ۱۹۹۰ فدراسیون انجمن‌های بیوشیمی اروپا همایش و مدال سر هانس کربس را بنا نهاد کرد که مدال آن توسط مرکز تحقیقات لرد رنک اهدا می‌شد. این جایزه به خاطر دستاوردهای برجسته در بیوشیمی و زیست‌شناسی مولکولی اهدا می‌شود.
انجمن دوستان دانشکده پزشکی هانوفر جایزه سر هانس کربس را اهدا می‌کند که ۱۰ هزار یورو ارزش دارد.
انجمن بیوشیمی بورس تحصیلی یادبود کربس را به دانشجوی تحصیلات تکمیلی (PhD) که در بیوشیمی یا زیست‌پزشکی که در هر دانشگاه بریتانیا کار می‌کند، ارائه می‌دهد. این بورس تحصیلی که در سال ۲۰۱۴ ۱۸٬۵۰۰ پوند ارزش داشت، برای یک سال تعلق می‌گیرد و تا سه سال قابل تمدید است.